# Parlement d'Afrique du Sud
28e législature
Chambres du Parlement (en)
Le Parlement d'Afrique du Sud est l'institution  bicamérale qui détient le pouvoir législatif en Afrique du Sud. Il est actuellement composé de deux chambres : une chambre basse nommée Assemblée nationale et une chambre haute nommée Conseil national des provinces. Toutes deux sont composées de membres élus.

## Histoire

### Création
Le Parlement d'Afrique du Sud est instauré par le South Africa Act en 1910, calqué sur le régime parlementaire issu du modèle de Westminster ; il a subi de multiples transformations depuis la formation de l'Union sud-africaine. À l'origine, seuls les blancs sud-africains étaient électeurs de plein droit, tandis que le droit de vote des métis du Cap et des Noirs était soumis à de sévères restrictions. Ces franchises furent progressivement entamées à partir de 1936, avant d'être quasiment supprimées lors de la mise en place de la politique d'apartheid. En 1983, le parlement devint tricaméral avec une chambre pour les Blancs, une chambre pour les Indiens et une chambre pour les métis.
Les Noirs n'obtiennent l'égalité des droits civiques qu'en 1994 lors des premières élections nationales non raciales et l'élection d'une assemblée constituante. Sous la Constitution transitoire de 1994, le parlement était composé d'un Sénat et de l’Assemblée nationale. Il était aussi le « Constitution-Making Body » (CMB), un statut original d’assemblée constituante issu d’un compromis entre les différents partis politiques.
La constitution sud-africaine actuelle, issue du travail effectué pendant cette période, est adoptée en juin 1996. Le Sénat, dont les membres sont élus dans chacune des neuf Législatures provinciales (Provincial Legislatures), est alors remplacé par le Conseil national des Provinces (National Council of Provinces, NCoP), alors que l’Assemblée nationale est restée inchangée dans son rôle de chambre législative au rôle prédominant chargé notamment d'élire le président de la république d’Afrique du Sud issu normalement des rangs du parti politique dominant de la chambre basse.

### Union d'Afrique du Sud
À sa création en 1910, l'Union d'Afrique du Sud est composée de quatre provinces : la province du Cap, le Natal, le Transvaal et l'État libre d'Orange. Selon le principe inscrit dans le South Africa Act, le texte d'établissement de l'Union, c'est le parlement qui est souverain et non la constitution. En conséquence, les règles pour modifier le texte constitutionnel ne nécessitent que très rarement de majorités qualifiées au sein du parlement.
Par ailleurs, le South Africa Act permet aux anciennes républiques boers de continuer d'appliquer un système électoral ségrégationniste (favorable ainsi aux Afrikaners au Transvaal et de l'Orange), tandis que dans la colonie du Cap les coloureds et les noirs, représentant alors 15 % du corps électoral, exercent leur droit de vote sous conditions censitaires.
Le South Africa Act institue un parlement bicaméral, composé du Sénat et de l'Assemblée (en anglais : House of Assembly appelée en afrikaans : Volksraad).
La chambre haute est un Sénat de 40 membres composés de membres nommés pour 10 ans par le gouverneur général et de membres élus pour dix ans par chacun des quatre Conseils provinciaux (Provincial Councils). Un sénateur doit au moins avoir 30 ans révolus, avoir résidé au moins cinq ans en Afrique du Sud et être sujet britannique ou d'ascendance européenne.
La chambre basse est une assemblée composée de 121 membres. La répartition des sièges par province s'est faite en fonction du nombre de personnes inscrites sur les listes électorales des provinces. Au vu du dernier recensement de 1904, il y a ainsi 51 sièges pour la province du Cap (représentant 167 546 électeurs), 36 pour le Transvaal (représentant 106 493 électeurs), 17 pour le Natal (représentant 34 794 électeurs) et 17 pour l'État libre libre d'Orange (représentant 41 014 électeurs). Les députés sont élus pour cinq ans au suffrage universel masculin selon les modalités électorales établies dans chaque province. En l'occurrence, du fait des législations respectives de ces provinces, aucun noir n'est électeur au Transvaal et dans l'État libre alors que dans la province du Cap, les métis et sous certaines conditions une partie des Noirs, participent au scrutin. Un recensement des populations d'origines européennes doit tous les cinq ans actualiser la répartition par province du nombre de sièges. Les députés doivent être des électeurs, avoir résidé plus de cinq ans en Afrique du Sud et être sujets britanniques ou d'ascendance européenne.
Le parlement vote les lois, mais le gouverneur général peut réserver son agrément ou soumettre le texte à approbation royale. Chaque parlementaire doivent prêter serment de fidélité au Roi avant de prendre siège.
En janvier 1936, une nouvelle loi sur la représentation des Indigènes est adoptée, instituant des conseils de représentations indigènes (Native Representative Councils), purement consultatifs et composés de noirs élus, d'autres nommés, et de fonctionnaires. En contrepartie, les électeurs noirs sont radiés des listes communes de la province du Cap et réinscrits sur une liste séparée afin d'élire trois députés blancs représentant leurs intérêts au parlement.

### Sud-Ouest africain
En 1948, la population blanche du territoire du Sud-Ouest africain, sous autorité sud-africaine depuis le mandat confié par la Société des Nations en 1920, peut participer aux scrutins électoraux sud-africains, même si le territoire n’est pas formellement incorporé à l’Union. La représentation au parlement sud-africain de ce territoire, appelé Namibie à partir de 1968, prend fin en 1981.

### Apartheid
En 1948, quand le Parti national accède au pouvoir avec un programme de politique raciale basée sur une stricte ségrégation sociale, politique et géographique, il met en place une législation fortement controversée, qui prive les communautés non blanches des derniers droits civiques qu’elles s’étaient vues accorder localement.
En 1956, après quatre années d'intenses procédures judiciaires et législatives, la franchise des métis du Cap (Coloured) est modifiée. Dorénavant, ils ne pourront plus élire que quatre représentants blancs sur des listes séparées. Pour arriver à ses fins, alors qu'il ne disposait pas dans les deux chambres de la majorité qualifiée de 2/3 exigée par le South Africa Act, le Premier ministre Johannes Strijdom avait fait augmenter fortement le nombre de sièges au Sénat afin de pouvoir y nommer des personnalités qui lui étaient favorables. Le serment d'allégeance au Roi est aussi supprimé.
Le 3 février 1960, dans un discours au parlement du Cap, le Premier ministre britannique Harold Macmillan critique l’immobilisme et le passéisme des dirigeants d’Afrique du Sud. Exaspéré par la montée des critiques internationales contre la politique d'apartheid, le Premier ministre Hendrik Verwoerd propose alors de soumettre un projet de référendum pour transformer le dominion sud-africain en république. Il s'agissait là d'une des plus anciennes revendications afrikaners plongeant ses racines dans le grand trek de 1835, concrétisées lors de la formation des républiques boers puis sans cesse réclamées depuis la fondation de l'Union en 1910. Bien qu'on ait cru un moment à une sécession des Blancs anglophones du Natal, le principe de la république est approuvé le 5 octobre 1960. À cette occasion, les Blancs se divisent entre républicains (Afrikaners) et loyalistes (anglophones) mais la transition se fait dans le calme, sans émigration excessive des anglophones.
La proclamation de la république d'Afrique du Sud (RSA) le 31 mai 1961, accompagnée de la rupture des derniers liens avec le Royaume-Uni (retrait du Commonwealth) et la création effective du premier bantoustan noir, le Transkei, marquent l'apogée de l'apartheid. L’instauration du régime républicain ne change pas le rôle du parlement, qui reste exclusivement composé d’élus blancs et dominé par le Parti national. Seuls les symboles parlementaires qui représentaient la couronne britannique sont remplacés par des ornements sud-africains et les portraits de la famille royale britannique qui dominaient la chambre basse sont retirés.
Aux élections du 8 octobre 1961, la politique de Verwoerd est une nouvelle fois plébiscitée alors qu'Helen Suzman devient la seule élue du Parti progressiste au programme ouvertement anti-ségrégationniste. Les quatre derniers sièges qui avait été réservés aux métis sont supprimés en 1968.

### Parlement tricaméral
En 1977, le Premier ministre John Vorster mandate Erika Theron pour diriger une commission chargée de proposer des réformes constitutionnelles. Dans ses rapports, la commission Theron stipule que le système parlementaire de Westminster était obsolète, inadapté pour une société multiculturelle et plurielle comme la société sud-africaine, renforçait les conflits politiques et la domination culturelle d'un groupe sur les autres, formant ainsi un obstacle à la bonne gouvernance du pays. La commission en appelle au changement de système, mais ne remet pas en question le principe des lois d'apartheid mis progressivement en place par le gouvernement sud-africain depuis 1948.
Le 8 mai 1980, sous le gouvernement de Pieter Botha, successeur de Vorster, une commission présidentielle (President's Council) composée de Blancs, de Métis et d’Asiatiques (essentiellement des Indiens et un représentant Chinois) est désignée pour travailler sur une nouvelle constitution. Dirigée par un vice-président d'État, Alwyn Schlebusch, elle suggère la création d'un parlement tricaméral. Basé sur la séparation raciale, les députés de la première de ces chambres, la chambre de l'assemblée (House of Assembly), seraient élus par les Blancs, ceux de la seconde, la chambre des représentants (House of Representatives), par les Coloureds et ceux de la troisième, la chambre des délégués (House of Delegates), par les Indiens. Les noirs ne seraient pas représentés, étant entendu qu'en vertu des lois d'apartheid, ces derniers étaient des citoyens non d'Afrique du Sud mais de la dizaine de bantoustans autonomes ou indépendants disséminés sur le territoire. La proposition parlementaire accordait néanmoins une place prédominante à la chambre blanche, le Sénat étant supprimé. Parallèlement, le régime évoluerait vers un système présidentiel, accordant les pouvoirs du Premier ministre au président de la République, cumulant en une seule personne les fonctions de chef de l'État et de chef du gouvernement.
Le Parti conservateur d'Afrique du Sud s'oppose à ces réformes, tout comme le Parti progressiste fédéral, l'un considérant qu'elles minaient le système d'apartheid et l'autre parce qu'elles n'allaient pas assez loin et ignoraient les noirs. La question de l'incorporation dans la constitution d'une déclaration des droits humains fut également évoquée mais finalement écartée au motif, selon le gouvernement, qu'une telle déclaration était trop centrée sur l'individu et n'était pas possible pour un pays constitué de communautés distinctes comme celles vivant en Afrique du Sud.
Le 2 novembre 1983, les électeurs sont convoqués à un référendum pour adopter cette constitution. Près de 70 % d'entre eux approuvent le projet de constitution. La loi n°110 formalisant ce projet de loi constitutionnelle entre en vigueur en 1984. Chaque Chambre dispose alors d’un ministre du Conseil (Ministers' Council), mais le président (blanc) du Conseil peut passer outre ces décisions. La majorité noire reste alors privée de ses droits civiques sur le plan national. Les communautés métisses et asiatiques, pourtant favorisées, boycottent majoritairement les élections.
En 1993, une constitution provisoire, comprenant une déclaration des droits et l'adoption du suffrage universel non racial, est adoptée par le parlement tricaméral (« Act 200 of 1994 »).
Elle est remplacée en 1996 par une constitution définitive, comprenant une déclaration sur la protection des minorités culturelles et linguistiques. De la constitution de 1909 subsiste notamment le régime parlementaire (et ses deux chambres), les frontières géographiques du pays, le multilinguisme, l'ordre judiciaire et le principe des trois capitales. De la constitution de 1983 subsistent notamment les pouvoirs accordés au président de la République.

## Édifice du parlement du Cap

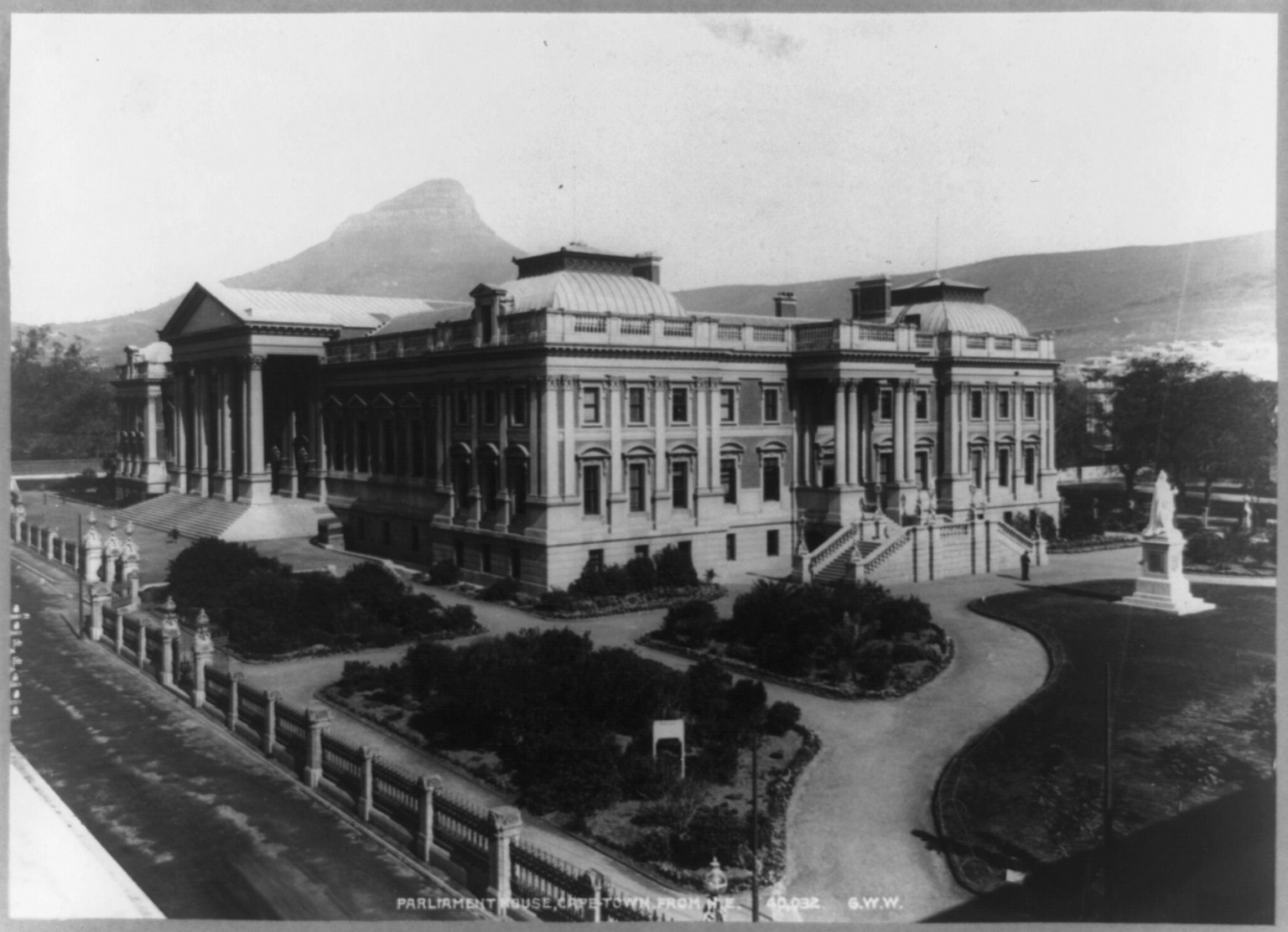
Bâtiment du parlement de la colonie du Cap construit en 1884 et statue de la Reine Victoria.

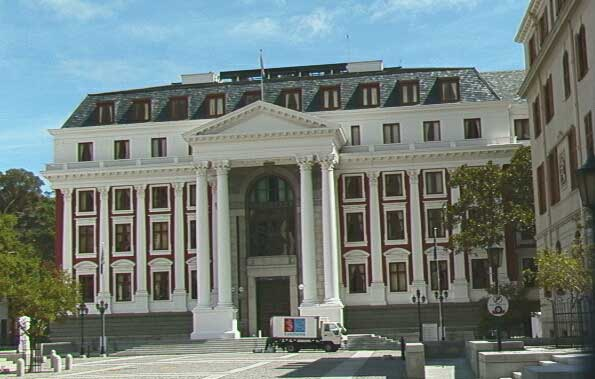
Aile récente du parlement qui, depuis 1984, fait fonction d'entrée officielle et abrite l'assemblée nationale.

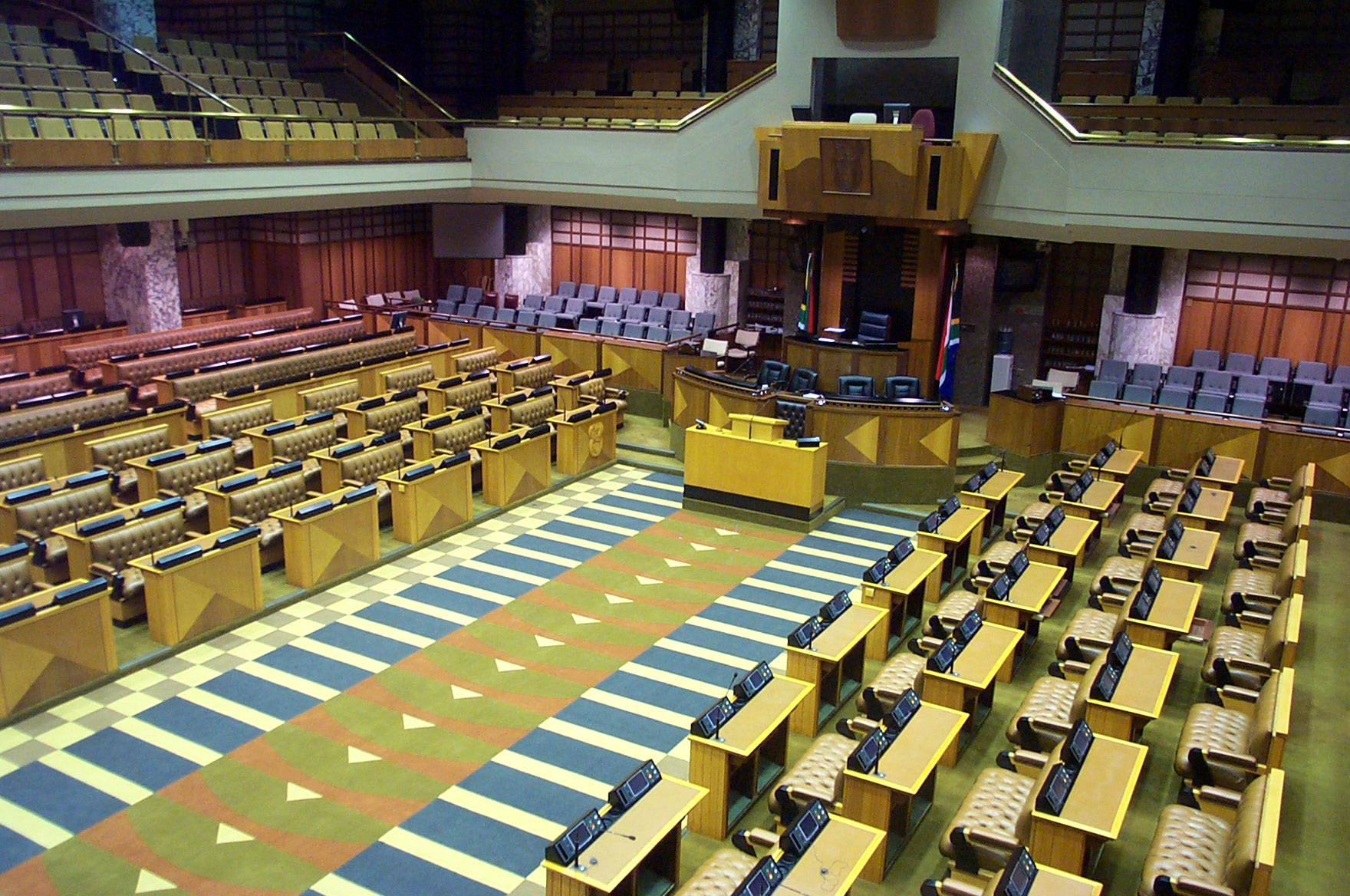
Salle de l'assemblée nationale (détruite par l'incendie de 2022).

Le bâtiment du parlement est composé de trois sections. La première, où se trouve l'ancien Sénat et la première chambre de l'Assemblée, a été construite en 1884 ; la seconde section, qui abrite la seconde chambre de l'assemblée (Volksraad), a été construite dans les années 1920 et la troisième section, qui abrite l'actuelle Assemblée nationale, a été construite dans les années 1980. À cet ensemble architectural s'ajoutent des bâtiments adjacents formant le complexe du parlement.
À l'origine, le bâtiment avait été conçu pour abriter le gouvernement et les débats du parlement de la colonie du Cap. L'architecte Charles Freeman fut responsable de la construction de la majeure partie du bâtiment originel, dont la pierre angulaire fut posée en 1875 par le gouverneur Sir Henry Barkly. Le bâtiment est achevé en 1884 sous la direction d'un autre architecte, Henry Greaves. En 1910, le parlement du Cap devient celui de la toute nouvelle union de l'Afrique du Sud, abritant la chambre de l'assemblée (chambre basse) et le Sénat (chambre haute).
Le Britannique Herbert Baker est l'architecte chargé de la rénovation et de l'extension du bâtiment dans les années 1920. La nouvelle salle de la Chambre d'assemblée y est située. L'ancienne chambre de l'Assemblée (qui était celle de la colonie du Cap à l'origine) est reconvertie en salle à manger du parlement. 
Au début des années 1980, le bâtiment est prolongé d'une nouvelle aile réalisée par les architectes Jack van der Lecq et Hannes Meiring, afin d'abriter la nouvelle assemblée parlementaire recevant l'ensemble des élus du nouveau parlement tricaméral. Cette aile constitue la nouvelle entrée officielle du parlement. 
L'actuelle salle du conseil national des provinces correspond à l'ancienne Chambre des représentants (1984-1994) des élus coloureds. Cette salle est également celle où siégeait l'ancien Sénat (1910-1981) et avait été auparavant la salle du Conseil législatif du Cap de Bonne-Espérance (la chambre haute de l'ancien Parlement du Cap). Cet hémicycle calqué autrefois sur la Chambre des lords britannique a été reconfiguré en forme circulaire dans les années 2000.
La nouvelle salle de la Chambre de l'Assemblée, ajoutée en 1910 et rénovée dans les années 1920 lors de l'extension du bâtiment sur le modèle de la Chambre des communes, abrita les débats de la chambre basse. En 1966, le Premier ministre Hendrik Verwoerd y fut assassiné par un messager parlementaire. Durant la période du parlement tricaméral (1984-1994), elle fut la principale chambre du parlement (chambre des Blancs). Elle n'est plus utilisée depuis 1994 que pour la réunion de commissions parlementaires. Elle a été endommagée par l'incendie survenu en janvier 2022.
La salle de l'Assemblée nationale est construite dans l'aile la plus récente du parlement, dans un style néo-classique, pour abriter les séances conjointes des trois chambres du parlement tricaméral et y entendre le discours du président à chaque rentrée parlementaire. En février 1990, dans cette salle, le président Frederik de Klerk annonce la libération de Nelson Mandela et la levée de l'interdiction, entre autres, du Congrès national africain. En juin 1991, l'abrogation des dernières lois de l'apartheid y est approuvée. Depuis 1994, elle est la chambre basse du parlement sud-africain et accueille les séances conjointes des deux chambres pour l'ouverture officielle du Parlement et entendre le discours du président sur l'état de la nation. Elle est en grande partie détruite par l'incendie du Parlement sud-africain en janvier 2022.
Le complexe du parlement abrite également un Bureau des œuvres d'art, créé en 2001, pour préserver, documenter et entretenir ses collections d'art, d'artefacts et de patrimoine. Le complexe du parlement abrite environ 4000 œuvres d'art (visibles ou archivées) acquises à partir des années 1920, les plus anciennes datant du XVIIe siècle. On y trouve notamment toute une collection de livres, des dessins, des peintures (notamment les portraits d'anciens administrateurs coloniaux, des anciens monarques britanniques, d'anciens dirigeants sud-africains, Premiers ministres, présidents ou speakers comme Thomas Smartt, Jan Smuts, Leander Starr Jameson, James Barry Hertzog, Daniel François Malan, Hendrik Verwoerd ; la peinture sur 6 m de long de la convention nationale de 1909 et celle représentant le premier cabinet républicain en 1961, toutes deux retirées en 1996 du hall de la salle à manger de l'ancienne assemblée du parlement), des sculptures (notamment d'hommes politiques tels que Cecil Rhodes), une grande collection de cartes et de photographies (dont celles consacrées à la marche des femmes de 1956 ou aux émeutes de Soweto). On y trouve en particulier la copie originale du premier hymne national d'Afrique du Sud, Die Stem van Suid-Afrika, les dessins et écrits de François Levaillant, les œuvres du caricaturiste Daniël Cornelis Boonzaier, une carte gravée à la main sur bois colorié par Sebastian Münster et la tapisserie de Keiskamma de 120 m de long, inspirée de la tapisserie de Bayeux, relatant l'histoire sud-africaine de la région du Cap-Oriental jusqu'aux élections générales sud-africaines de 1994.

### Incendie
Le 2 janvier 2022, tôt dans la matinée, un incendie se déclare dans le bâtiment abritant le parlement et progresse rapidement,. De nombreuses pièces, objets anciens et œuvres d'art sont entièrement détruits ou endommagés, mais le sinistre ne fait aucun mort ou blessé,. Des failles de sécurité, notamment au niveau des sprinklers, sont répertoriées et un homme suspecté d'être à l'origine de l'incendie est arrêté.

## Déménagement du parlement
Pour des raisons historiques, Le Cap est depuis 1910 le siège du parlement, alors que le gouvernement est installé à Pretoria. Ces localisations différentes remontent à la fondation de l'Union, les quatre provinces d'alors ne parvenant pas à s'entendre sur la ville qui allait devenir la capitale nationale. Le compromis fait donc du Cap la capitale législative, de Bloemfontein la capitale judiciaire, de Pietermaritzburg le siège des archives nationales et de Pretoria la capitale administrative. Le gouvernement dirigé par le Congrès national africain propose de déménager le parlement à Pretoria, arguant de la lourdeur de cet éclatement géographique pour les ministres, leurs collaborateurs et les diplomates sans cesse amenés à faire des allers-retours entre les deux villes. Face à la désapprobation de la population, le projet n’aboutit pas. L'actuelle Constitution permet toutefois la tenue de certaines séances parlementaires « en dehors » du Cap.